# Castillo de Palau-Sacosta
El castillo de Palau-Sacosta, también conocido como torres del Palau, es una casa señorial del antiguo municipio de Palau-Sacosta, que actualmente forma parte de Gerona (España).
El edificio, de estilo gótico, figura en el registro de Bienes Culturales de Interés Nacional del patrimonio catalán y está catalogado como Bien de Interés Cultural del patrimonio español por la declaración genérica de todos los castillos de España del Decreto de 22 de abril de 1949.

## Historia
Se cree que el castillo actual es el resultado de una gran reforma de una casa anterior, acometida en 1495, aunque no existe documentación anterior a esa fecha. Las obras fueron realizadas por Joan de Sarriera, caballero y Baile General de Cataluña entre 1468 y 1501, que fue tuvo un papel activo en la Guerra Civil Catalana. En las obras de la casa señorial se emplearon lápidas de roca procedentes del cementerio judío de Gerona, que los sefardíes cedieron a Sarriera en 1492, tras ser expulsados de España.
Sarriera se casó con Violant de Margarit del Castillo de Empordà y tuvieron dos hijos. El castillo siguió en manos de la familia Sarriera hasta principios del XX cuando pasó al marqués de Caldes de Montbuy, quien la dejó a sus propietarios actuales, los marqueses de Montoliú.

## Arquitectura
El edificio es de planta cuadrada, con dos torres adosadas opuestas diagonalmente, una de planta cuadrada y otra circular. La torre cuadrada corresponde a la parte más antigua del primitivo castillo. Presenta una ventana geminada con pequeños arcos de medio punto y columna con capitel trabajado, seguramente del siglo XIII.
El paramento del palacio es de mampostería y sillares, con candados en los ángulos. En todas las fachadas hay ventanales góticos, ya sean de dovela plana o ventanales trigeminadas, y troneras. La fachada principal tiene un portal adovelado de arco de medio punto, coronado por un relieve que representa el escudo de Juan Sarriera, protegido por la figura San Miguel. Figura la inscripción: «Casa feta per Mossèn Johan Cerriera: Batlla General. Ay MCCCCLXXXXV». En la parte más alta de esta fachada hay un matacán sostenido por un doble arco sobre tres ménsulas escalonadas.
Las estancias se distribuyen en torno a un patio central interior. Desde un lateral de este patio se accede a una galería volada de piedra. En el piso noble están los salones más importantes que conservan artesonados de madera.